# Myleus schomburgkii
Espèce
Myleus schomburgkii est un poisson d'eau douce d'une taille de 40 cm environ. Cette espèce fait partie de la famille des Serrasalmidae. Il est originaire du bassin amazonien (moyen et bas), du haut du bassin de l'Orénoque et du rio Apure au Venezuela, du rio Xingu, du rio Negro et du rio Araguaia au Brésil. Ses noms communs sont Pacu cadete, Pacu ferrado et Pacu jumento au Brésil. 

## Description
C’est un poisson argenté, en forme de disque, barré d’une ligne noire sur le flanc. Il vit en banc et a besoin d’espace et de courant.

## Alimentation
Il est herbivore.